# Валерьяны (Узденский район)
Валерьяны (бел. Валяр'я́ны) — деревня в Узденском районе Минской области Республики Беларусь. В составе Хотлянского сельсовета.

## География
Рядом проходит дорога Р68.
Ближайшие населённые пункты Госьбищи, Любяча, Ляды и др.

## Население

### Численность
- 2019 год — 25 человек

### Динамика
- 2009 год — 49 человек[2] (перепись населения)
- 2019 год — 25 человек (перепись населения)

## Достопримечательность
- Курганный могильник, в 0,4 км на север от деревни Валерьяны —  Историко-культурная ценность Республики Беларусь, шифр 613В000626.
- Воинский памятник землякам.